# Andělský most
Andělský most (italsky Ponte Sant'Angelo) spojuje oba břehy Tibery v Římě, proti Andělskému hradu. Byl zbudován asi v roce 134 císařem Hadriánem, který jej pojmenoval Pons Aelius. Na Andělský byl přejmenován v souvislosti legendami o andělovi a papeži sv. Řehoři. Po vyplenění Říma roku 1527 (Sacco di Roma) nechal papež Klement VII. upravit předmostí a osadit sochy sv. Petra a Pavla. Při triumfálním příjezdu Karla V. byl most (dočasně) vyzdoben sochami evangelistů a biblických patriarchů. Další úpravy zadal Klement IX. roku 1667 Berninimu. Ten zdi nahradil balustrádou, zesílil most a ozdobil jej deseti sochami andělů s pašijovými symboly, které z mostu činí obdobu křížové cesty.

## Seznam andělů
| Č. | Název                                              | Sochař                                                                                                 | Nápis                                  | Obrázek |
| -- | -------------------------------------------------- | --- | -------------------------------------- | ------- |
| 1  | Anděl se sloupem                                   | Antonio Raggi                                                                                          | Tronus meus in columna                 |         |
| 2  | Anděl s biči                                       | Lazzaro Morelli                                                                                        | In flagella paratus sum                |         |
| 3  | Anděl s trnovou korunou                            | Gian Lorenzo Bernini a syn Paolo (originál je v kostele Sant'Andrea delle Fratte, kopie Paolo Naldini) | In aerumna mea dum configitur spina    |         |
| 4  | Anděl s šátkem (se sudariem) (Veroničinou rouškou) | Cosimo Fancelli                                                                                        | Respice faciem Christi tui             |         |
| 5  | Anděl s rouchem a kostkami                         | Paolo Naldini                                                                                          | Super vestimentum meum miserunt sortem |         |
| 6  | Anděl s hřeby                                      | Girolamo Lucenti                                                                                       | Aspicient ad me quem confixerunt       |         |
| 7  | Anděl s křížem                                     | Ercole Ferrata                                                                                         | Cuius principatus super humerum eius   |         |
| 8  | Anděl s nápisem na kříži (INRI)                    | Gian Lorenzo Bernini a syn Paolo (originál v kostele Sant'Andrea delle Fratte, kopie Giulio Cartari    | Regnavit a ligno deus.                 |         |
| 9  | Anděl s houbou                                     | Antonio Giorgetti                                                                                      | Potaverunt me aceto.                   |         |
| 10 | Anděl s kopím                                      | Domenico Guidi                                                                                         | Vulnerasti cor meum.                   |         |